# Villarreal de Huerva
Villarreal de Huerva (kurz Villarreal) ist ein spanischer Ort und eine Gemeinde (municipio) mit nur noch 269 Einwohnern (Stand: 2024) im Süden der Provinz Saragossa in der Autonomen Gemeinschaft Aragonien. Die Gemeinde gehört zur bevölkerungsarmen Serranía Celtibérica.

## Lage und Klima
Der Ort Villarreal de Huerva liegt am Río Huerva ca. 70 km (Fahrtstrecke) südwestlich der Provinzhauptstadt Saragossa nahe der Grenze zur Provinz Teruel in einer Höhe von ca. 865 m. Die historisch bedeutsame Kleinstadt Daroca ist weitere ca. 16 km in südwestlicher Richtung entfernt. Das Klima ist gemäßigt bis warm; Regen (ca. 435 mm/Jahr) fällt übers Jahr verteilt.

## Bevölkerungsentwicklung
| Jahr      | 1857 | 1900 | 1950 | 2000 | 2017 |
| Einwohner | 470  | 503  | 543  | 182  | 260  |

Die Mechanisierung der Landwirtschaft, die Aufgabe bäuerlicher Kleinbetriebe und der damit verbundene Verlust von Arbeitsplätzen führten in der zweiten Hälfte des 20. Jahrhunderts zu einem deutlichen Rückgang der Bevölkerungszahl (Landflucht).

## Wirtschaft
Jahrhundertelang lebten die Bewohner des Ortes direkt (als Kleinbauern oder Knechte) oder indirekt (als Händler oder Handwerker) von der Landwirtschaft, wozu auch die Viehzucht (Schafe, Ziegen, Schweine, Hühner) gehörte. Man bearbeitete die Ländereien der Grundherren sowie die eigenen Felder und Gärten. Heute werden hauptsächlich im Sommer viele Häuser als Ferienwohnungen (casas rurales) vermietet.

## Geschichte
Aus keltiberischer, römischer und westgotischer Zeit wurden bislang keine Funde gemacht.
Im 8. Jahrhundert drangen arabisch-maurische Heere bis in den Norden der Iberischen Halbinsel vor. Die Gegend wurde nach der Rückeroberung (reconquista) der Stadt Daroca um das Jahr 1120 durch den aragonesischen König Alfons I. wieder christlich. Später lag der Ort im zwischen den Königreichen Aragón und Kastilien umstrittenen Grenzgebiet; im „Krieg der beiden Peter“ wurde die Burg angegriffen.

## Sehenswürdigkeiten
- Mitten im Ort steht der restaurierte Bergfried (torre del homenaje) des im 14. Jahrhundert erbauten Castillo.[4]
- Die Kirche San Miguel Arcángel entstand im ausgehenden 17. Jahrhundert an der Stelle eines Vorgängerbaus; bedeutendster Bauteil ist der im Mudéjar-Stil errichtete Glockenturm (campanar), dessen unterer Teil noch von der Vorgängerkirche stammt. Das Kirchenschiff (nave) wird durch Seitenkapellen stabilisiert und von einem Stichkappengewölbe überdeckt; die Vierung durch eine unbelichtete Kuppel erhöht. In der Apsis befindet sich ein spätbarockes Altarretabel (retablo) im Stil des Churriguerismus.[5][6]

Umgebung
- Eine etwa zehn Meter breite einbogige Steinbrücke (Puente de Almada) überspannt den Río Huerva.
- Ein aus Ziegelsteinen gemauerter, etwa 8 m hoher und mit Nischen versehener Pfeiler (peiron) steht auf einem Feldrain.
- Die etwa drei Kilometer außerhalb des Ortes gelegene Ermita de Nuestra Señora de Rosario stammt aus dem 18. Jahrhundert. Sie ist im Wesentlichen aus Ziegelsteinen gemauert und zeigt einfache Mudéjar-Ornamente.[7]